# Bahnhof Keetmanshoop
Der Bahnhof Keetmanshoop (englisch Keetmanshoop Station) ist der Bahnhof der südnamibischen Stadt Keetmanshoop. Er wurde 1908 errichtet. Das heutige Bahnhofsgebäude stammt aus dem Jahr 1928. Es befindet sich südöstlich des vor allem genutzten Güterbahnhofs.
Der Bahnhof liegt an der Bahnstrecke Windhoek–Nakop.

## Galerie

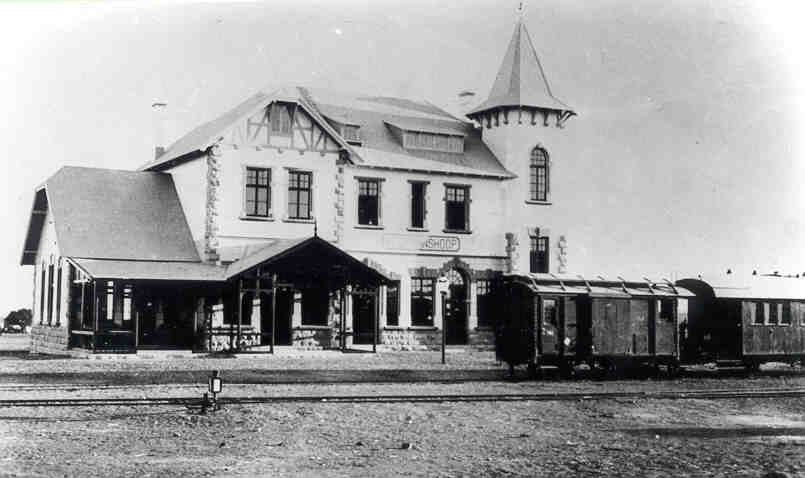
Bahnhof in Keetmanshoop (1914)
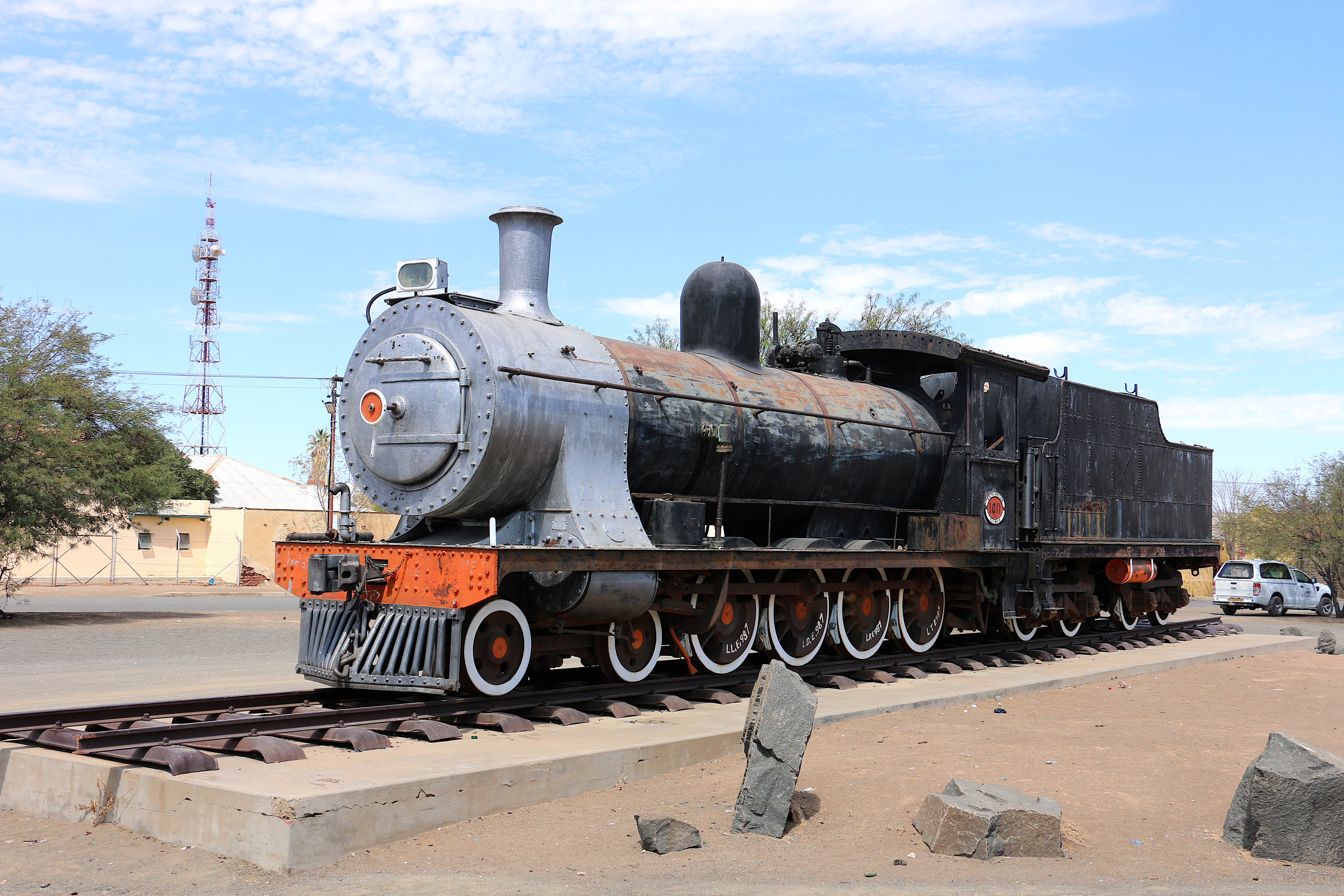
Dampflokomotive der South African Railways in Keetmanshoop